# Bovlund
Bovlund er en lille landsby i Agerskov Sogn, 2 km sydvest for Agerskov, Tønder Kommune.
I landsbyens østlige del, kaldet Bovlund Bjerg findes Bovlund Frimenighedskirke, forsamlingshus, en friluftsscene og Plovfabrikken Bovlund.

## Galleri
- Bovlund Friluftscene
- Plovfabrikken Bovlund

150 indbyggere
55°06′07″N 9°05′30″Ø / 55.1019°N 9.0918°Ø